# Temporada 1972-73 de los Milwaukee Bucks
La temporada 1972-73 fue la quinta de los Milwaukee Bucks en la NBA. La temporada regular acabó con 60 victorias y 22 derrotas, ocupando el primer puesto de la Conferencia Oeste, clasificándose para los playoffs, en los que cayeron en las Semifinales de Conferencia ante Golden State Warriors.

## Elecciones en elDraft
| Ronda | Puesto | Jugador       | Posición | Nacionalidad   | Universidad      |
| ----- | ------ | ------------- | -------- | -------------- | ---------------- |
| 1     | 6      | Russ Lee      | Escolta  | Estados Unidos | Marshall         |
| 1     | 12     | Julius Erving | Escolta  | Estados Unidos | Massachusetts    |
| 2     | 29     | Chuck Terry   | Alero    | Estados Unidos | Long Beach State |
| 3     | 46     | George Adams  | Alero    | Estados Unidos | Gardner-Webb     |
| 7     | 113    | Mickey Davis  | Escolta  | Estados Unidos | Duquesne         |

## Temporada regular
| División Medio Oeste    | División Medio Oeste | División Medio Oeste | División Medio Oeste | División Medio Oeste | División Medio Oeste | División Medio Oeste | División Medio Oeste | División Medio Oeste |
| Equipo                  | G                    | P                    | %                    | PD                   | Casa                 | Fuera                | Neutral              | Div                  |
| ----------------------- | -------------------- | -------------------- | -------------------- | -------------------- | -------------------- | -------------------- | -------------------- | -------------------- |
| y-Milwaukee Bucks       | 60                   | 22                   | .732                 | –                    | 33–5                 | 25–15                | 2–2                  | 15–5                 |
| x-Chicago Bulls         | 51                   | 31                   | .622                 | 9                    | 29–12                | 20–19                | 2–0                  | 10–10                |
| Detroit Pistons         | 40                   | 42                   | .488                 | 20                   | 26–15                | 13–25                | 1–2                  | 9–11                 |
| Kansas City–Omaha Kings | 36                   | 46                   | .439                 | 24                   | 24–17                | 12–29                | –                    | 6–14                 |

## Playoffs

### Semifinales de Conferencia
Milwaukee Bucks vs. Golden State Warriors 
| Fecha       | Partido                                        | Ciudad    |
| ----------- | ---------------------------------------------- | --------- |
| 30 de marzo | Milwaukee Bucks 110, Golden State Warriors 90  | Milwaukee |
| 1 de abril  | Milwaukee Bucks 92, Golden State Warriors 95   | Milwaukee |
| 5 de abril  | 'Golden State Warriors 93, Milwaukee Bucks 113 | Oakland   |
| 7 de abril  | Golden State Warriors 102, Milwaukee Bucks 97  | Oakland   |
| 10 de abril | Milwaukee Bucks 97, Golden State Warriors 100  | Milwaukee |
| 13 de abril | Golden State Warriors 100, Milwaukee Bucks 86  | Oakland   |
|             | Golden State Warriors gana las series 4-2      |           |

## Estadísticas
| Rk | Jugador             | Edad | P  | PT | MP   | TC   | TCI  | %TC  | TL  | TLI | %TL  | RB   | AS  | FP  | PTS  |
| -- | ------------------- | ---- | -- | -- | ---- | ---- | ---- | ---- | --- | --- | ---- | ---- | --- | --- | ---- |
| 1  | Kareem Abdul-Jabbar | 25   | 76 |    | 42.8 | 12.9 | 23.3 | .554 | 4.3 | 6.1 | .713 | 16.1 | 5.0 | 2.7 | 30.2 |
| 2  | Bob Dandridge       | 25   | 73 |    | 39.1 | 8.7  | 18.5 | .472 | 2.7 | 3.4 | .789 | 8.2  | 2.8 | 3.8 | 20.2 |
| 3  | Oscar Robertson     | 34   | 73 |    | 37.5 | 6.1  | 13.5 | .454 | 3.3 | 3.8 | .847 | 4.9  | 7.5 | 2.3 | 15.5 |
| 4  | Lucius Allen        | 25   | 80 |    | 33.7 | 6.8  | 14.1 | .484 | 1.8 | 2.5 | .715 | 3.5  | 5.3 | 2.4 | 15.5 |
| 5  | Curtis Perry        | 24   | 67 |    | 31.3 | 4.0  | 8.6  | .461 | 1.2 | 1.9 | .659 | 9.6  | 1.8 | 3.7 | 9.1  |
| 6  | Jon McGlocklin      | 29   | 80 |    | 24.4 | 4.4  | 8.7  | .502 | 0.8 | 0.9 | .863 | 2.0  | 3.0 | 1.5 | 9.6  |
| 7  | Terry Driscoll      | 25   | 59 |    | 16.3 | 2.4  | 5.5  | .429 | 0.7 | 1.1 | .694 | 5.0  | 0.9 | 2.4 | 5.5  |
| 8  | Wali Jones          | 30   | 27 |    | 15.5 | 2.2  | 5.4  | .407 | 0.6 | 0.7 | .889 | 1.1  | 2.1 | 1.4 | 5.0  |
| 9  | Mickey Davis        | 22   | 74 |    | 14.1 | 2.1  | 4.7  | .438 | 1.0 | 1.2 | .826 | 3.1  | 1.0 | 1.6 | 5.1  |
| 10 | Chuck Terry         | 22   | 67 |    | 10.3 | 0.8  | 2.4  | .340 | 0.3 | 0.4 | .708 | 2.2  | 0.6 | 1.7 | 1.9  |
| 11 | Gary Gregor         | 27   | 9  |    | 9.8  | 1.2  | 3.7  | .333 | 0.6 | 0.8 | .714 | 3.6  | 1.0 | 1.0 | 3.0  |
| 12 | Dick Cunningham     | 26   | 72 |    | 9.6  | 0.9  | 2.2  | .410 | 0.4 | 0.7 | .580 | 2.9  | 0.5 | 1.3 | 2.2  |
| 13 | Russ Lee            | 23   | 46 |    | 6.0  | 1.1  | 2.8  | .386 | 0.7 | 0.9 | .744 | 0.9  | 0.8 | 0.8 | 2.8  |

## Galardones y récords
| Jugador             | Galardón                          |
| Kareem Abdul-Jabbar | Mejor quinteto de la NBA All-Star |
| Bob Dandridge       | All-Star                          |